# Boa Esperança (Minas Gerais)
Pour les articles homonymes, voir Boa Esperança.
Boa Esperança est une municipalité brésilienne de l'État du Minas Gerais et la microrégion de Varginha.